# Protula submedia
Protula submedia är en ringmaskart som beskrevs av Augener 1906. Protula submedia ingår i släktet Protula och familjen Serpulidae. Inga underarter finns listade i Catalogue of Life.